# Луна и Грош (альбом)
«Луна и Грош» — четвёртый полноформатный альбом группы «Калевала», презентация которого проходила 23 марта 2013 года в столичном клубе «Rock-house». Название альбома одноимённо роману У. С. Моэма «Луна и грош». Запись альбома проходила с марта по июль 2012 года на нескольких студиях. Барабаны были записаны на студии «Gigant Record», вокал — на студии группы «Иван-царевич», остальные инструменты — на студии «Центр Тяжести» (Люберцы). Сведение, мастеринг и реампинг гитар были проведены на Jailhouse Studios (Дания).
Текст песни «Лучшую спою вам песню!» основан на строках из эпоса «Калевала». Песня «Нагрянули» написана на стихотворение Н. М. Рубцова «Полюшко».

## Список композиций
| №   | Название                   | Текст песни          | Музыка                                                                              | Длительность |
| --- | -------------------------- | -------------------- | ----------------------------------------------------------------------------------- | ------------ |
| 1.  | «Корочун»                  | Ксения Маркевич      | Ксения Маркевич, Никита Андриянов                                                   | 5:04         |
| 2.  | «Луна и грош»              | Ксения Маркевич      | Ксения Маркевич, Никита Андриянов                                                   | 4:00         |
| 3.  | «Лучшую спою вам песню!»   | Ксения Маркевич      | Ксения Маркевич, Никита Андриянов                                                   | 4:02         |
| 4.  | «Масленица»                | Ксения Маркевич      | Ксения Маркевич, Никита Андриянов                                                   | 4:05         |
| 5.  | «Нагрянули»                | Николай Рубцов       | Ксения Маркевич, Никита Андриянов, тема из русской народной песни «Полноте, ребята» | 4:29         |
| 6.  | «Где твоя ночевала печаль» | Ксения Маркевич      | Ксения Маркевич, Никита Андриянов                                                   | 3:43         |
| 7.  | «Одевал в льняное платье…» | Ксения Маркевич      | Ксения Маркевич, Никита Андриянов                                                   | 3:07         |
| 8.  | «Говори со мной»           | Ксения Маркевич      | Ксения Маркевич, Никита Андриянов                                                   | 3:31         |
| 9.  | «Снежный дом»              | Ксения Маркевич      | Ксения Маркевич, Никита Андриянов                                                   | 3:58         |
| 10. | «Батька-атаман»            | указана как народная | указана как народная в аранжировке группы «Калевала»                                | 5:03         |

| №   | Название        | Текст песни      | Музыка                            | Длительность |
| --- | --------------- | ---------------- | --------------------------------- | ------------ |
| 11. | «Сон-река»      | Ксения Маркевич  | Ксения Маркевич, Никита Андриянов | 5:06         |
| 12. | «Ой, при лужке» | русская народная | русская народная                  | 3:05         |

## Участники записи
- Ксения Маркевич — вокал
- Никита Андриянов — гитара, клавишные, звукорежиссёр
- Иван Андрианов — бас-гитара, балалайка
- Денис Золотов — барабаны, варган

Приглашённые музыканты:
- Владимир «Волк» Решетников («Аркона») — галисийская волынка, вистл
- Александр Олейников (экс-«Калевала») — аккордеон
- Наталия Хомутовская — колёсная лира
- Ирина «RishaFox» Львова — виолончель (5), (9)
- мужской хор «Казачий Спас» (Ярославль) — хор (10)

Дополнительная информация:
- Томми Хансен (Tommy Hansen) — сведение, мастеринг, реампинг гитар
- Дмитрий Варг —  художественное оформление буклета
- Иван Буйлов — дизайн
- Игорь Петренко — фото

## Клипы
- «Сон-река» (2011)
- «Лучшую спою вам песню» (2013)
- «Снежный дом» (2015)
- «Нагрянули» (2015)

### Комментарии
1. ↑  Песня указана как народная, но в действительности её изначальные авторы известны: Сергей Мосияш, Михаил «Солидный» Тинкельман и Игорь «Нехороший» Шолк (текст) и Алексей «Лёва» Леонтьев (музыка). Первый исполнитель — «Автоматические удовлетворители» (1983 год). С тех пор песню в разных вариациях исполняли многие музыканты. В настоящее время большинством слушателей она интуитивно воспринимается как народная[5][6].